# Hawaii State Library
La Hawaii State Library è una biblioteca di Honolulu, Hawaii. Situata in un edificio storico nel centro cittadino nei pressi del Palazzo ʻIolani e del Campidoglio, è anche la sede principale del sistema bibliotecario pubblico delle Hawaii, unico sistema del genere degli Stati Uniti.
La costruzione della biblioteca venne originariamente finanziata da Andrew Carnegie e l'edificio venne progettato da Henry D. Whitfield. I lavori vennero iniziati nel 1911 e completati nel 1913. Nel 1978 l'edificio venne aggiunto al National Register of Historic Places come parte del distretto storico della capitale delle Hawaii.
La collezione conta più di 525.000 libri, mentre il sistema bibliotecario statale ha un totale di circa 3 milioni di volumi.
Di fronte all'ingresso dell'edificio si trovano le sculture Parent I e Young Girl di Barbara Hepworth.